# Surazomus escondido
Espèce
Surazomus escondido est une espèce de schizomides de la famille des Hubbardiidae.

## Distribution
Cette espèce est endémique d'Oaxaca au Mexique. Elle se rencontre vers Puerto Escondido.

## Description
Le mâle holotype mesure 3,32 mm, les femelles mesurent de 4,32 à 4,48 mm.

## Systématique et taxinomie
Cette espèce a été décrite par Monjaraz-Ruedas, Prendini et Francke en 2020.

## Étymologie
Son nom d'espèce lui a été donné en référence au lieu de sa découverte, Puerto Escondido.

## Publication originale
- Monjaraz-Ruedas, Prendini & Francke, 2020 : « First species of Surazomus (Schizomida: Hubbardiidae) from North America illuminate biogeography of shorttailed whipscorpions in the New World. » Arthropod Systematics and Phylogeny, vol. 78, no 2, p. 245–263.